# ブッカー・ムーア
ブッカー・ムーア（Booker Moore 1959年6月23日-2009年9月20日）はミシガン州フリント出身のアメリカンフットボール選手。ポジションはランニングバック。

## 経歴
ビッグ・テン・カンファレンスに所属するペンシルベニア州立大学に奨学金のオファーを受けて入学、1977年から1980年までの4シーズンプレーして、2,072ヤードを走り、20TDをあげた。大学では1年次はテイルバック、2年次から4年次の3年間はフルバックとしてプレーした。チームは1979年1月1日のシュガーボウルでアラバマ大学を破り全米チャンピオンとなった。
1981年のNFLドラフト1巡全体28位でバッファロー・ビルズに指名された。ドラフト直後にギラン・バレー症候群と診断された。1981年はプレーできず、1982年から1985年まで4シーズン、ビルズでプレーした。
1986年、デトロイト・ライオンズに加入したが、短期間で引退した。現役引退後は、ミシガン州ジェネシー郡の保安官代理を20年間務めた。
2009年9月20日、ミシガン州の自宅でフットボールを見ている最中に心臓発作で亡くなった。